# Laurens ten Dam
Laurens ten Dam (né le 13 novembre 1980 à Zuidwolde en Groningue) est un coureur cycliste néerlandais, professionnel entre 2004 et 2019. 
Il a participé à 18 grand tours, terminant dans les dix premiers du Tour de France et du Tour d'Espagne. Il a passé huit ans chez Lotto NL-Jumbo (anciennement Rabobank) avant de rejoindre Sunweb en 2016, où il aide Tom Dumoulin à remporter le Tour d'Italie 2017 et à terminer deuxième du Tour de France 2018.

## Biographie

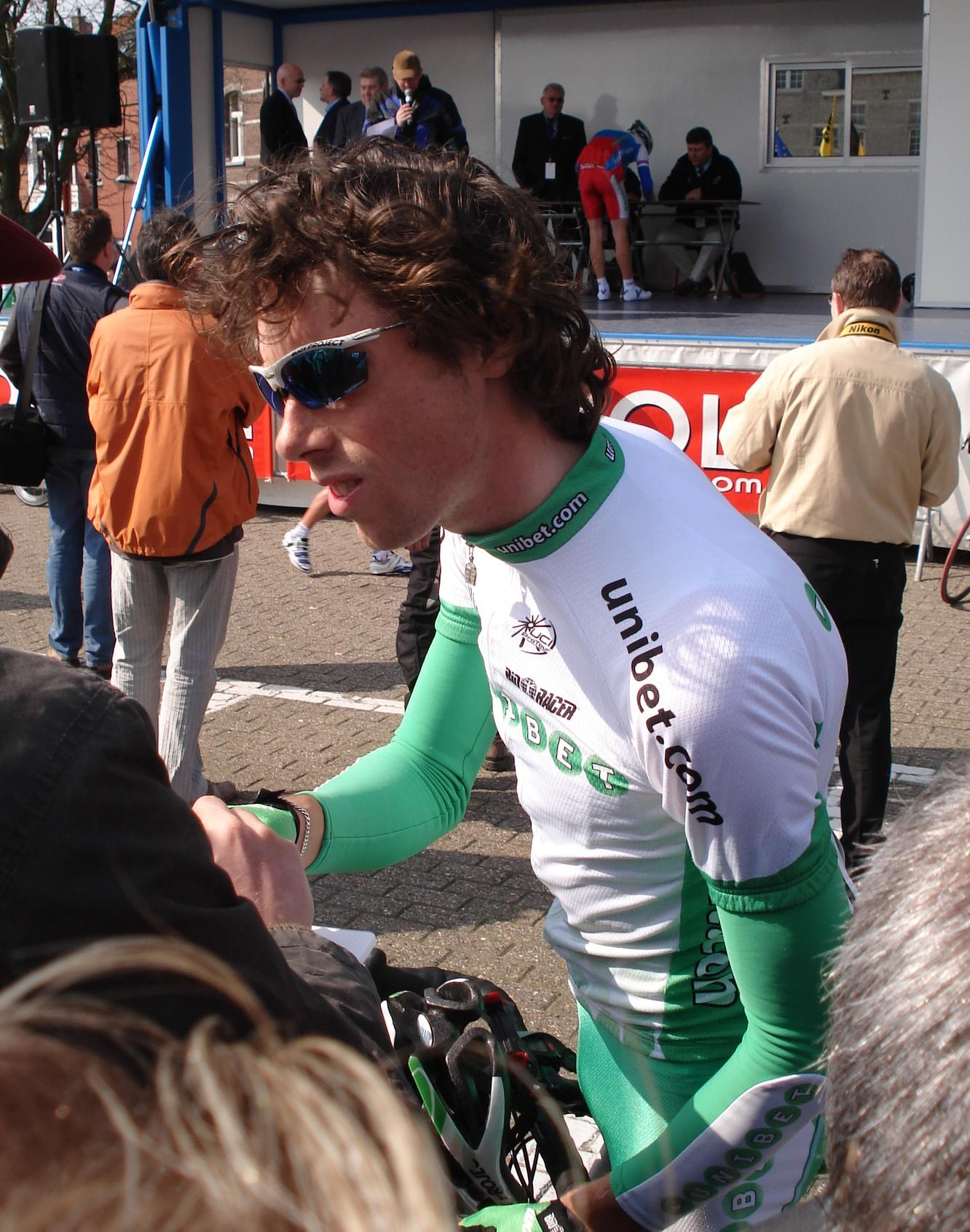
Laurens ten Dam lors de la Flèche brabançonne 2007.

Après deux années dans l'équipe espoirs de l'équipe néerlandaise Rabobank, Laurens ten Dam devient professionnel en 2004 chez Bankgiroloterij.
Il passe l'année suivante dans la formation Shimano-Memory Corp née de la fusion de Bankgiroloterij et Shimano Racing. Il est ensuite recruté par Unibet.com à la faveur de bons résultats sur des courses par étapes durant les mois de mai et juin 2005 : Ster Elektrotoer (3e), Tour de Belgique (4e), Tour de Rhénanie-Palatinat (4e), Tour de Luxembourg (8e). Il remporte sa première victoire professionnelle en 2006 sur la deuxième étape de la Course de la Solidarité olympique, disputée en contre-la-montre.
L'équipe Unibet.com accède en 2007 à l'UCI ProTour. Cette saison parmi l'élite du cyclisme mondial est cependant gâchée par le refus de certains organisateurs de courses d'inviter l'équipe. Laurens ten Dam fait néanmoins bonne figure sur les épreuves du ProTour auxquelles il participe. Il est ainsi 8e du Tour d'Allemagne, 9e du Tour de Catalogne et 18e du Tour de Pologne. Il participe en fin d'année à la course en ligne des championnats du monde avec l'équipe des Pays-Bas.
Il est engagé par l'équipe Rabobank en 2008. Il remporte durant cette année la première étape du Critérium international, et se classe dixième du Tour de Suisse. Il participe en juillet à son premier grand tour, le Tour de France, dont il prend la 21e place. En août, il fait partie de l'équipe des Pays-Bas disputant la course en ligne des Jeux olympiques à Pékin, avec Stef Clement, Robert Gesink, Karsten Kroon et Niki Terpstra. Il en prend la 64e place.
En 2009, il prend part au Tour d'Italie et au Tour de France. Il y épaule son leader russe Denis Menchov, qui remporte le Giro. Les meilleurs résultats de Ten Dam durant cette saison sont sa huitième place au Tour de Murcie, sa onzième place au Tour de Castille-et-León et sa victoire au classement de la montagne du Tour de Romandie.
En février 2010, il chute lors du Tour d'Andalousie et souffre d'une fracture de la hanche. Il reprend la compétition en mars. En juin, il abandonne lors du Tour de Suisse, à la suite d'une chute qui lui cause des fractures du poignet, de deux vertèbres, du menton et une commotion cérébrale. En septembre, il chute à nouveau pendant le Tour d'Espagne et doit abandonner, souffrant d'une fracture du poignet gauche. Cette blessure met également fin à sa saison.

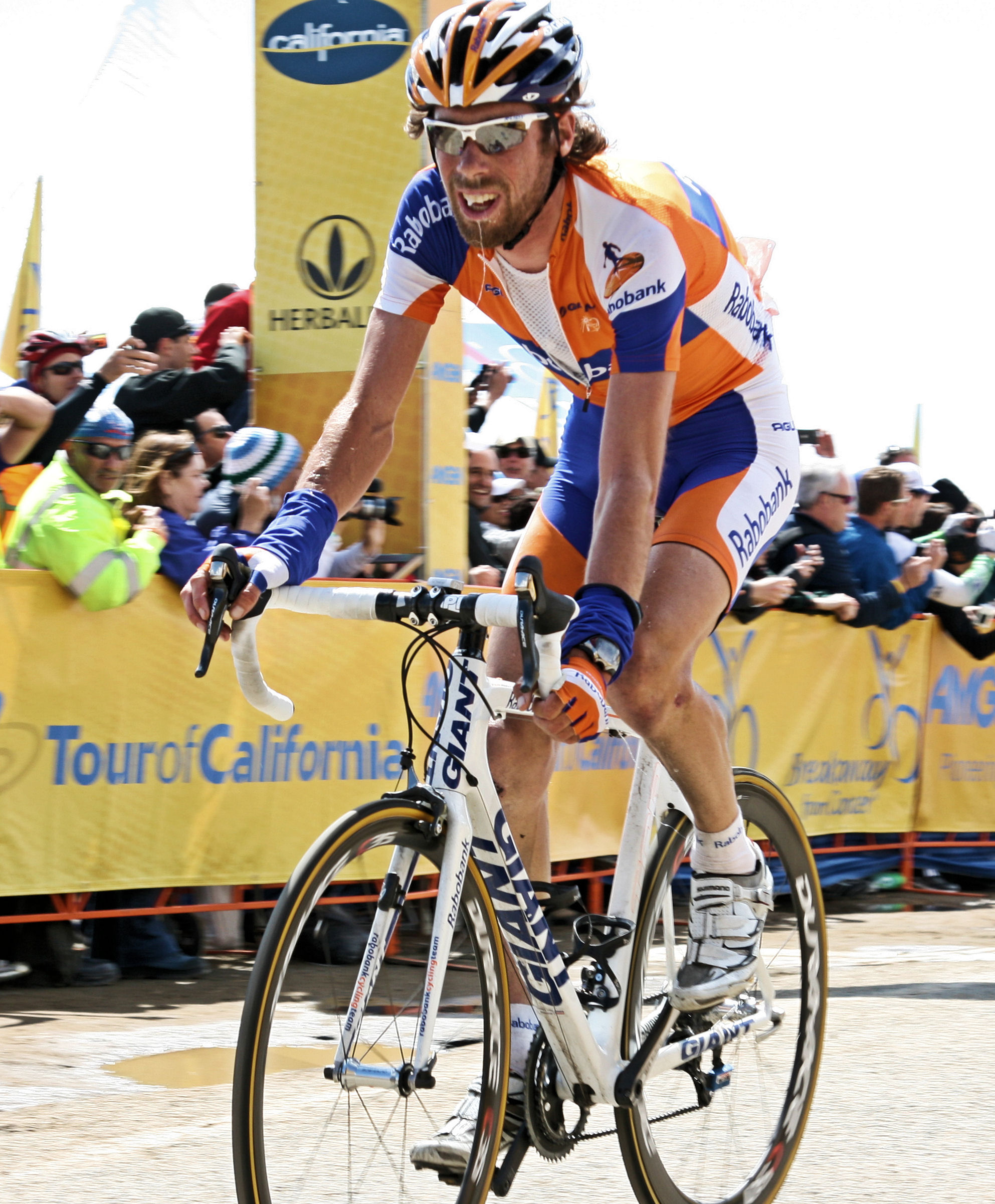
Laurens ten Dam lors de la 4e étape du Tour de Californie 2011.

En 2011, Laurens ten Dam se classe cinquième du Tour Down Under, première épreuve de l'UCI World Tour. Il termine ensuite dixième du Tour de Castille-et-León, sixième du Tour de Californie et huitième du Tour de Suisse. Lors de la quatorzième étape du Tour de France, il chute dans la descente du col d'Agnes. Malgré les entailles au visage, il continue la course,. Il finit 57e au classement général.
En 2012, Ten Dam est équipier de Robert Gesink lors de sa victoire au Tour de Californie, il doit cependant abandonner avant l'étape-reine du Mount Baldy à cause d'une douleur au genou, consécutive à une chute lors de la deuxième étape. Au Tour de France, il est à nouveau équipier de Gesink, qui abandonne après plusieurs chutes. Laurens ten Dam est 28e, premier Rabobank au classement général. En août, Rabobank se présente au Tour d'Espagne avec deux leaders, Robert Gesink et Bauke Mollema,. Après treize étapes, trois coureurs de l'équipe figurent parmi les dix premiers au classement général : Gesink, Mollema et Laurens ten Dam, qui surprend en suivant les meilleurs en montagne. Il fait même mieux que ses leaders lors de la quatorzième étape : il prend la huitième place au Puerto de Ancares, tandis que Mollema perd plus de trois minutes. Il est neuvième de la difficile étape de Cuitu Negru et termine cette Vuelta à la huitième place, son leader Robert Gesink finit à la sixième place. En septembre, Ten Dam est sélectionné en équipe nationale pour la course en ligne des championnats du monde, dans le Limbourg néerlandais, en tant qu'équipier,. Il est 119e de cette course, le meilleur Néerlandais étant Lars Boom, cinquième.
En mars 2015, il chute lors du Tour de Catalogne et subit une fracture de quatre côtes, ce qui le prive de compétition entre trois et quatre semaines. Il chute également lors de la troisième étape du Tour de France. Cette chute lui entraîne une blessure à une épaule et l'amène à renoncer à toute ambition sur la course qu'il termine à la 92e place. Au début du mois d'août, il chute à nouveau après avoir été percuté par une voiture lors d'un entraînement et doit être hospitalisé.
Il rejoint l'équipe Sunweb en 2016, où il joue un rôle d'équipier pour ses leaders en montagne. Il aide Tom Dumoulin à remporter le Tour d'Italie 2017 et à terminer deuxième du Tour de France 2018. Au cours de son passage dans l'équipe, il obtient comme meilleure performance une dixième place du Tour de Californie 2016.
Après trois saisons au sein de l'équipe Sunweb, il signe avec l'équipe World Tour CCC pour la saison 2019. Il annonce qu'il s'agit de sa dernière saison avant d'arrêter sa carrière de coureur.

## Performances et capacités physiques

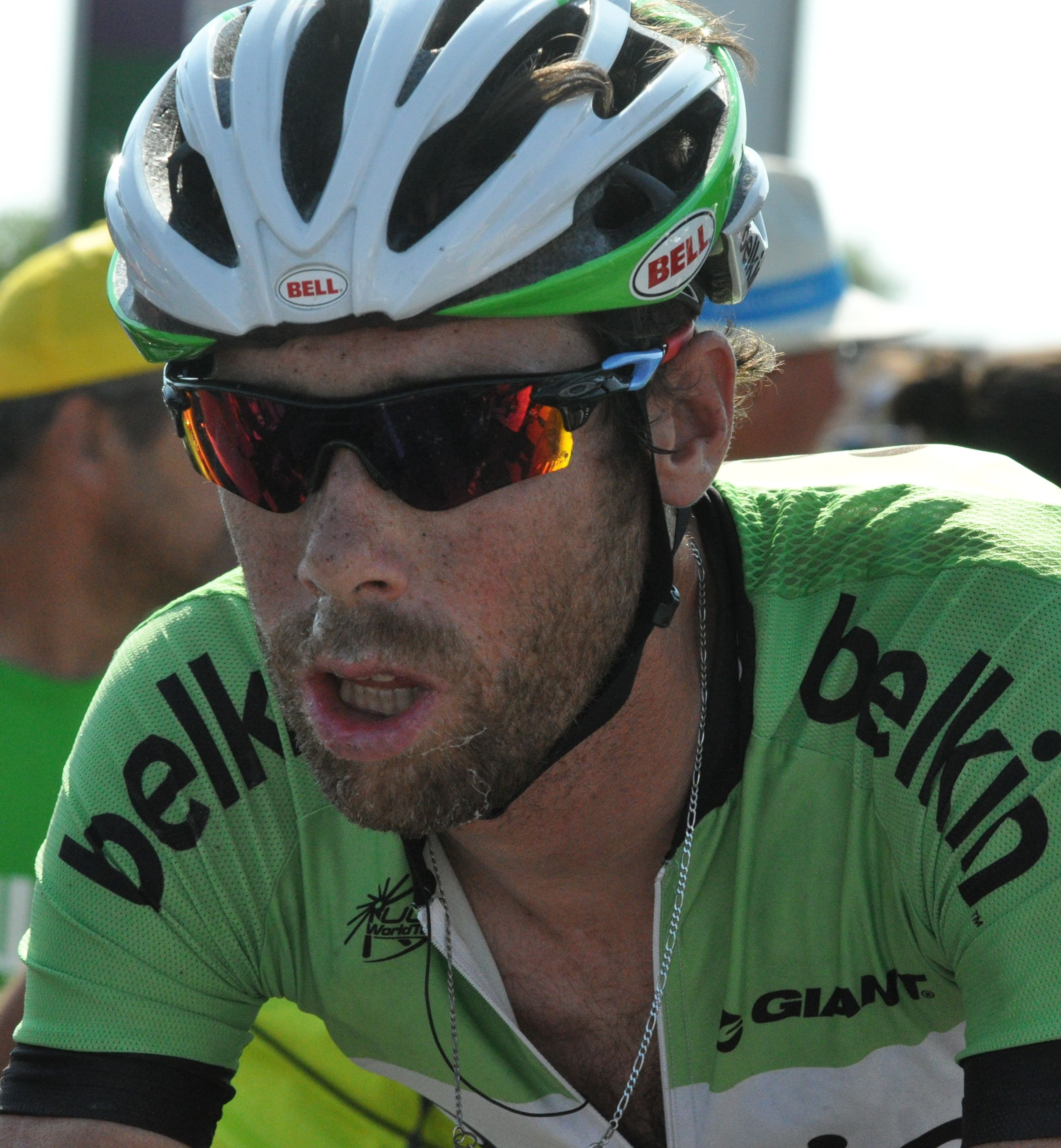
Laurens ten Dam lors du Tour de France 2013.

Antoine Vayer considère à partir des calculs de puissances développées dans les cols comme seuil du dopage « avéré » les 410 watts moyens alors qu'il le juge « miraculeux » au-delà de 430 et « mutant » au-delà de 450. Lors du Tour de France 2013, l’ombre du dopage réapparaît : dans la montée vers Ax 3 Domaines lors de la première étape de montagne, Laurens ten Dam développe selon Antoine Vayer une puissance moyenne suspecte entre 411 et 420 watts.
L’interprétation des données de puissance est cependant complexe car elle devrait prendre en compte de nombreux facteurs et les analyses de Vayer sont contestées. Frédéric Grappe, entraîneur dans le cyclisme et docteur en Science spécialisé dans la physiologie de l’entraînement sportif, a mis au point pour la FdJ le PPR (« profil de puissance record »). Selon Ross Tucker spécialiste en performance sportive, les modèles de calcul de puissances (CPL, DrF, BCR, rst, etc.) ont des résultats différents selon leurs méthodes de calcul des variables environnementales (température, humidité, direction, vitesse du vent, etc.), variables de courses (profil et durée de l'étape, placement de l'étape dans le tour, etc.) ou les performances du coureur (rendement énergétique qui varie de 21 à 27%, %age d’exploitation de la VO2max, etc.).

## Palmarès et classements mondiaux

### Palmarès année par année
| - 1998 - 3e du championnat des Pays-Bas sur route juniors - 1999 - 3e de la Flèche du Sud - 2001 - 3e de l'Eurode Omloop - 2002 - 3e du Transalsace International - 2005 - 3e de l'Omloop der Kempen - 3e du Ster Elektrotoer - 2006 - 2e étape de la Course de la Solidarité olympique (contre-la-montre) - 2007 - 8e du Tour d'Allemagne - 9e du Tour de Catalogne | - 2008 - 1re étape du Critérium international - 10e du Tour de Suisse - 2011 - 5e du Tour Down Under - 8e du Tour de Suisse - 2012 - 8e du Tour d'Espagne - 2013 - 3e du Tour du Haut-Var - 2014 - 9e du Tour de France |  |

### Résultats sur les grands tours

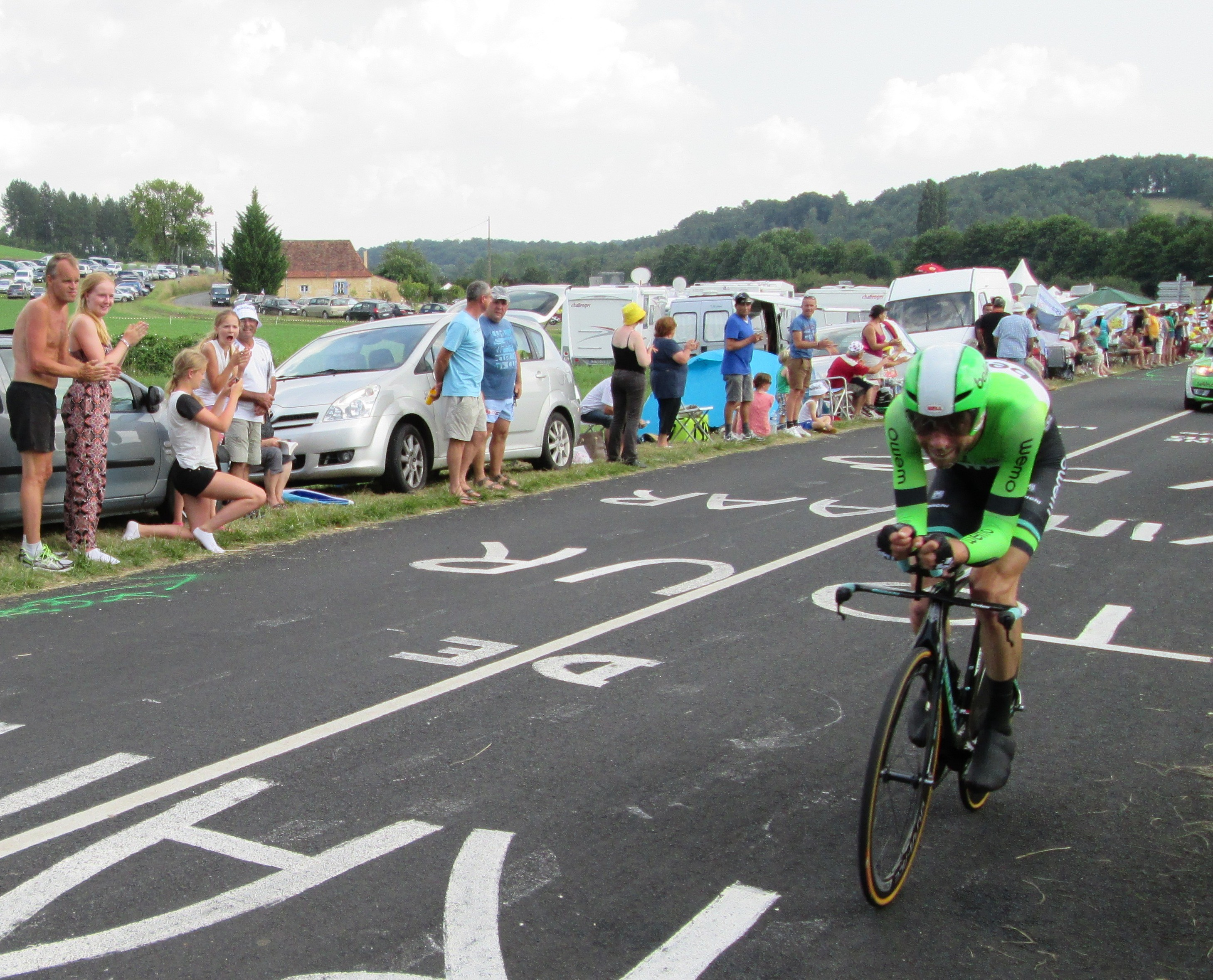
Laurens ten Dam lors du contre-la-montre de la du Tour de France 2014.

#### Tour de France
10 participations
- 2008 : 21e
- 2009 : 60e
- 2011 : 58e
- 2012 : 28e
- 2013 : 13e
- 2014 : 9e
- 2015 : 92e
- 2016 : 73e
- 2017 : 67e
- 2018 : 51e

#### Tour d'Italie
4 participations
- 2009 : 28e
- 2017 : 34e
- 2018 : 35e
- 2019 : abandon (6e étape)

#### Tour d'Espagne
4 participations
- 2010 : abandon (16e étape)
- 2012 : 8e
- 2013 : abandon (13e étape)
- 2014 : 44e

### Classements mondiaux
| Année              | 2005 | 2006 | 2007 | 2008 | 2009 | 2010 | 2011 | 2012 | 2013 | 2014 | 2015 |
| ------------------ | ---- | ---- | ---- | ---- | ---- | ---- | ---- | ---- | ---- | ---- | ---- |
| Classement ProTour |      |      | 93e  | 124e |      |      |      |      |      |      |      |
| UCI World Tour     |      |      |      |      |      |      | 64e  | 80e  | 107e | 81e  | nc   |
| UCI Europe Tour    | 107e | 219e |      |      |      |      |      |      |      |      |      |